# Groeiecho
Een groeiecho, ook wel bekend als een foetale groeiecho, is een medische procedure die alleen op indicatie wordt uitgevoerd, meestal uitgevoerd in het derde trimester van de zwangerschap.
Deze echo's worden uitgevoerd door getrainde professionals, meestal een echoscopist. Ze bieden belangrijke informatie over de groei en ontwikkeling van de baby en de zwangerschap.

## Doelen
- Beoordeling van de foetale groei: groeiecho's worden uitgevoerd om de grootte en ontwikkeling van de foetus te meten en te evalueren of deze overeenkomt met de verwachte normen voor de zwangerschapsduur.
- Detectie van mogelijke problemen: Deze echo's kunnen helpen bij het identificeren van mogelijke complicaties zoals intra-uteriene groeivertraging (Engels: intra uterine growth retardation, IUGR), waarbij de baby niet goed groeit in de baarmoeder of juist te snel groeit, bijvoorbeeld door zwangerschapsdiabetes (diabetes gravidarum).
- Beslissingsondersteuning: De informatie verkregen uit groeiecho's helpt zorgverleners bij het nemen van beslissingen over de zorg voor zowel de moeder als de foetus.

## Indicaties
Hoge bloeddruk, diabetes mellitus, gebruik van bepaalde medicatie, een eerder groot of juist klein kind of twijfel vanuit de zorgverlener over de grootte van de buik.

## Veiligheid en ethiek
Groeiecho's worden over het algemeen als veilig beschouwd, maar het is belangrijk om ze alleen te laten uitvoeren door getrainde professionals en indien er een indicatie is gesteld om ze uit te voeren. Uit de IRIS Study is naar voren gekomen dat het niet zinvol is om groeiecho's standaard aan te bieden.
Bij een pretecho wordt de foetale groei niet opgemeten; deze echo's vallen niet onder medische zorg.